# Adam Fuss
Adam Fuss, född 1961 i London, Storbritannien, konstnär och fotograf verksam i New York, USA.
Motiven i Fuss' fotografier är ofta hämtade från naturen men närmar sig gärna det abstrakta. Vackra, meditativa bilder med en klar och tydligt framträdande ytkomposition.